# Delias mavroneria
Delias mavroneria is een vlindersoort uit de familie van de Pieridae (witjes), onderfamilie Pierinae.
Delias mavroneria werd in 1914 beschreven door Fruhstorfer.